# Награди „Оскар“ (47-а церемония)
Четиридесет и седмата церемония по връчване на филмовите награди „Оскар“ се провежда на 8 април 1975 година. На нея се връчват призове за най-добри постижения във филмовото изкуство за предходната 1974 година. Събитието се провежда в „Дороти Чандлър Павилион“, Лос Анджелис, Калифорния. Представлението се води от няколко артисти. През настоящата година това са Сами Дейвис, Боб Хоуп, Шърли Маклейн и Франк Синатра.
Големият победител на вечерта е втората част на мафиотския епос „Кръстникът“ на режисьора Франсис Форд Копола, номиниран в 11 категории за наградата, печелейки 6 статуетки, включително за най-добър филм и най-добър режисьор.
Сред останалите основни заглавия са криминалният „Китайски квартал“ на Роман Полански, биографичната драма „Лени“ на Боб Фос, психологическият трилър „Разговорът“ отново на Копола, зрелищното бедствие „Ад под небето“ на Джон Гълермин и мистерията „Убийство в Ориент експрес“ на Сидни Лъмет по класическата новела на Агата Кристи.
Прави впечатление повторната тройна номинация в категорията за поддържаща мъжка роля за филма „Кръстникът 2“, нещо което се случва и две години по-рано с първата част на произведението.

## Филми с множество номинации и награди
| Долуизброените филми получават повече от 2 номинации в различните категории за настоящата церемония: - 11 номинации: Кръстникът 2 и Китайски квартал - 8 номинации: Ад под небето - 6 номинации: Убийство в Ориент експрес и Лени - 4 номинации: Американска нощ и Земетресение - 3 номинации: Разговорът, Пламтящи седла и Алис не живее вече тук | Долуизброените филми получават повече от 1 награда „Оскар“ на настоящата церемония:. - 6 статуетки: Кръстникът 2 - 3 статуетки: Ад под небето |

## Номинации и награди
Долната таблица показва номинациите за наградите в основните категории. Победителите са изписани на първо място с удебелен шрифт.
| Най-добър филм | Най-добър режисьор |
| --- | --- |
| - Кръстникът 2 - Китайски квартал - Разговорът - Лени - Ад под небето | - Франсис Форд Копола – Кръстникът 2 - Джон Касаветис – Жена под влияние - Боб Фос – Лени - Роман Полански – Китайски квартал - Франсоа Трюфо – Американска нощ                                                                    |
| Най-добра мъжка роля | Най-добра женска роля |
| - Арт Карни – Хари и Тонто - Албърт Фини – Убийство в Ориент експрес - Дъстин Хофман – Лени - Джак Никълсън – Китайски квартал - Ал Пачино – Кръстникът 2                                                                    | - Елън Бърстин – Алис не живее вече тук - Даян Карол – Клодин - Фей Дънауей – Китайски квартал - Валери Перине – Лени - Джина Роуландс – Жена под влияние                                                                          |
| Най-добра поддържаща мъжка роля | Най-добра поддържаща женска роля |
| - Робърт Де Ниро – Кръстникът 2 - Фред Астер – Ад под небето - Джеф Бриджис – Thunderbolt and Lightfoot - Майкъл Газо – Кръстникът 2 - Лий Стразбърг – Кръстникът 2                                                          | - Ингрид Бергман – Убийство в Ориент експрес - Валентина Кортезе – Американска нощ - Меделин Кан – Пламтящи седла - Даян Лад – Алис не живее вече тук - Талия Шайър – Кръстникът 2                                                 |
| Най-добър оригинален сценарий | Най-добър адаптиран сценарий |
| - Китайски квартал – Робърт Тауни - Алис не живее вече тук – Робърт гечел - Разговорът – Франсис Форд Копола - Американска нощ – Франсоа Трюфо, Сюзън Шифман и Жан-Луи Ришар - Хари и Тонто – Пол Мазурски и Джош Грийнфийлд | - Кръстникът 2 – Франсис Форд Копола и Марио Пузо - Чиракуването на Дъди Крейвиц – Мордекай Ричлър и Лайънъл Четуинд - Лени – Джулиън Бари - Убийство в Ориент експрес – Пол Ден - Младият Франкенщайн – Джийн Уайлдър и Мел Брукс |
| Най-добра кинематография (операторско майсторство) | Най-добър чуждоезичен филм |
| - Ад под небето – Джоузеф Бирок и Фред Коенкамп - Китайски квартал – Джон Алонзо - Земетресение – Филип Латроп - Лени – Брус Съртийс - Убийство в Ориент експрес – Джефри Ънсуорт                                            | - Амаркорд – Италия - Игра на котки и мишки – Унгария - Потоп – Полша - Лакомб, Люсиен – Франция - Примирие – Аржентина |